# Vasili Veresjtsjagin

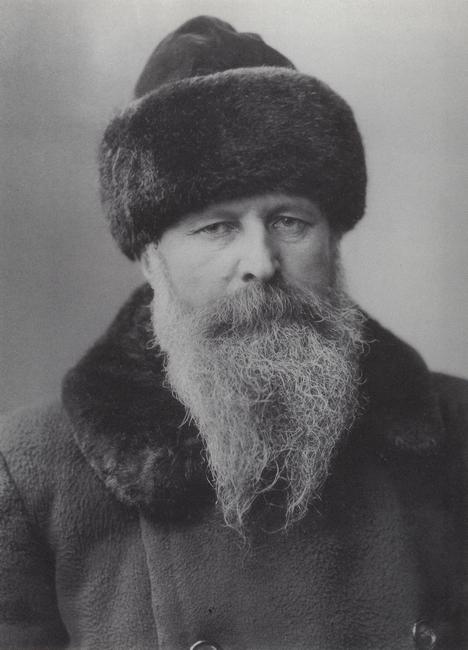
Portret van Vasili Veresjtsjagin

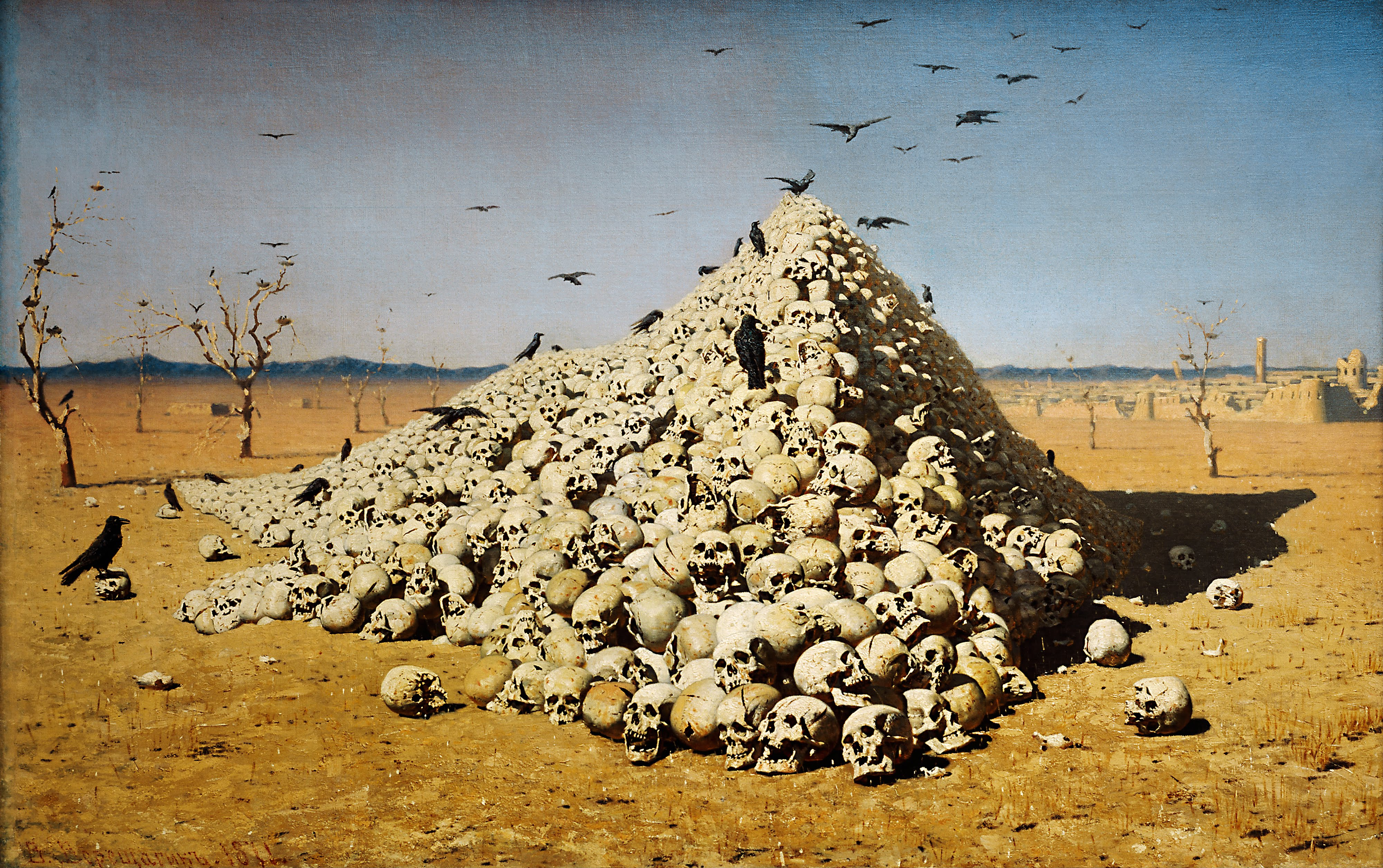
De apotheose van oorlog, 1871, Tretjakovgalerij, Moskou

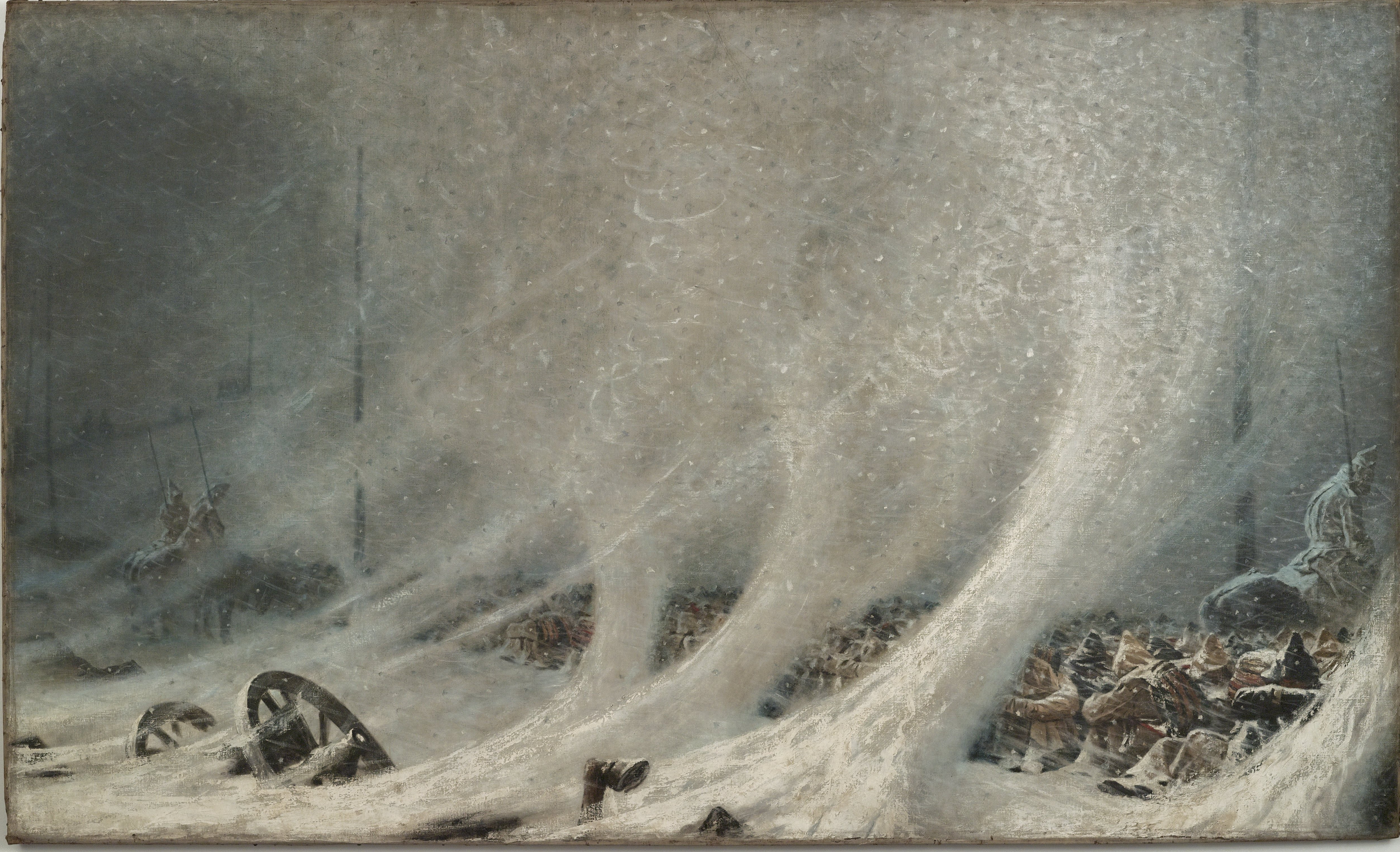
Een rustplaats van gevangenen, 1878-1879, Brooklyn Museum, New York

Vasili Vasiljevitsj Veresjtsjagin (Russisch: Василий Василиевич Верещагин) (Tsjerepovets, 26 oktober 1842 – voor de kust van Port Arthur, 13 april 1904) was een Russisch kunstschilder van voornamelijk exotische taferelen en oorlogsscènes in een stijl die tegelijk oriëntaliserend en realistisch was. Hij organiseerde zijn werk zoals een reportage in reeksen, die geweldig veel aandacht trokken. Tijdens zijn leven hield hij 66 persoonlijke tentoonstellingen in Rusland, Europa en de Verenigde Staten. Verschillende van zijn schilderijen heeft hij door hun aanstootgevende aard vernietigd of niet kunnen exposeren. Hij was een pacifist maar maakte bezwaar tegen de term "vredesapostel": als schilder was zijn enige doel de oorlogservaring objectief over te leveren.

## Leven
Veresjtsjagin werd geboren in Tsjerepovets in de oblast Vologda in een familie van Russische landadel. Zijn vader was adelsmaarschalk. Zijn moeder was van Tataarse afkomst. Op zijn achtste werd Veresjtsjagin naar de kadettenopleiding in Tsarskoje Selo gestuurd (1850-1852), en na een jaar onderbreking werd hij toegelaten tot de marine-opleiding in Sint-Petersburg (1853-1860). Naar het einde toe voer hij twee keer op een fregat naar Europa. Parallel volgde hij lessen aan de tekenschool van de OPCh. Nadat hij was afgestudeerd met de graad van mitsjman, besloot Veresjtsjagin dat hij de dienst moest verlaten om zijn kunstroeping te volgen. Zonder de steun van zijn ontstemde ouders studeerde hij van 1860 tot 1863 historieschilderkunst aan de Keizerlijke Academie voor Schone Kunsten onder Alexej Tarasovich Markov en Alexander E. Beideman. Hij verliet de academie om een studiereis te maken naar de Kaukasus. In 1864 schreef hij zich in aan de Kunstacademie van Parijs, waar hij les kreeg van Jean-Léon Gérôme, hoewel zijn stijl totaal anders zou evolueren.
Terug in Rusland maakte Veresjtsjagin in 1865 opnieuw een voorjaarsreis in de Kaukasus. De zomer van 1865 bracht hij door op het landgoed van zijn ouders in het dorp Ljoebets aan de rivier de Sjeksna. Hij maakte er studies van de zwoegende bootslepers. Toen hij hoorde dat generaal Konstantin von Kaufmann, die net aan het hoofd was geplaatst van het nieuwe generaal-gouvernement Turkestan, een kunstenaar zocht om het gebied etnografisch in kaart te brengen, stelde hij zich kandidaat. Hij werd aanvaard met de rang van onderofficier en bekwam de vrijheid om de bevolking, de monumenten en de gevechten weer te geven. Niet voor het laatst gaf hij blijk van een grote drang tot onafhankelijkheid. In augustus 1867 reisde hij af naar Tasjkent, waar hij studies begon te maken voor wat de Turkestanreeks zou worden. Voor zijn moed in de verdediging van Samarkand kreeg hij de militaire Orde van Sint-Joris 4e klasse. Hij zocht de gevechtshandelingen op in de overtuiging dat hij alleen zo een waarachtig beeld van de oorlog zou kunnen creëren.
Ziek en uitgeput keerde Veresjtsjagin eind 1868 terug. Via Sint-Petersburg reisde hij naar Parijs, en dan weer naar Sint-Petersburg om deel te nemen aan de grote tentoonstelling over Turkestan die Kaufmann in het voorjaar van 1869 organiseerde. De doeken die hij had gemaakt, toonden de wreedheid en de onverschilligheid van de oorlog, op een manier die afstand nam van de vanzelfsprekende superioriteit over het Oosten. Het publiek, dat voor het eerst visueel kennis kon maken met de koloniale expansie, was gefascineerd. Een seksueel geladen schilderij over bacha bazi kregen ze enkel te zien in fotografische reproductie. Kaufmann was tevreden en liet Veresjtsjagin in april terugkeren, deze keer met de burgerlijke rang van registratieklerk toegevoegd aan zijn vice-gouverneur. Vanuit Tasjkent ondernam hij grote verkenningstochten en ook nu weer ging hij het gevecht niet uit de weg.
In 1871 gunde Kaufmann zijn schilder een driejarig verblijf in het buitenland om zijn schetsen en studies te verwerken. Veresjtsjagin vestigde zich in München, waar hij trouwde met Elisabeth Maria Fischer en een zoontje Pavel kreeg. In zijn ronddraaiende studio, ingericht om zoveel mogelijk licht te vangen, werkte hij in een zodanig tempo dat hij ervan werd beschuldigd assistenten te hebben. Begin 1873 toonde hij het resultaat op een persoonlijke expositie in het Crystal Palace in Londen. Hij trok een sensatiebelust publiek, dat normaal gesproken nooit in kunst was geïnteresseerd. Het volgende jaar was zijn cyclus te zien in het Ministerie van Binnenlandse zaken van Sint-Petersburg. De opkomst was zo hoog dat men tot op straat stond aan te schuiven. De geëxposeerde Turkestanreeks werd opgekocht door Pavel Tretjakov, die ze in Moskou openstelde voor het publiek.
De keizerlijke kunstacademie waar hij had gestudeerd, bood Veresjtsjagin in 1874 een leerstoel aan, maar hij weigerde omdat hij kunst onverenigbaar achtte met rangen en onderscheidingen. De volgende twee jaar trok hij met zijn vrouw naar India voor een nieuwe cyclus. Hij bracht drie maanden door in de oostelijke Himalaya. In 1876 werkte hij te München aan de Indiareeks en verbleef hij ook in Parijs. Toen in 1877 de Russisch-Turkse Oorlog uitbrak, voegde hij zich onmiddellijk bij het leger voor wat zijn Balkanreeks zou worden. Als een van de voornaamste raadgevers van de commandant van het Donauleger nam hij deel aan de slag om de Sjipkapas, aan het beleg van Pleven, waarin zijn broer Aleksandr omkwam, en aan operaties bij Adrianopel. Zelf raakte hij levensgevaarlijk gewond bij de oversteek van de Donau bij Roese. Nadat hij de Balkanreeks had voltooid, hield hij weer tentoonstellingen in Parijs (1879-1880) en Sint-Petersburg (1880). In Wenen was eind 1881 werk te zien uit zijn Turkestan-, India- en Balkanseries. Vervolgens reisde zijn werk in 1882 naar Berlijn, Hamburg, Dresden, Düsseldorf en Brussel.
Daarna maakte Veresjtsjagin in 1882-1883 een tweede reis naar India, de Himalaya en Tibet, onmiddellijk gevolgd in 1883-1884 door een reis met zijn echtgenote naar Syrië en Palestina. Zijn indrukken verwerkte hij in de bijbelse Palestinareeks (1883-1885) en de Himalayareeks (1885-1886). Tijdens deze arbeid organiseerde hij in 1885 een nieuwe tentoonstelling in Wenen en het volgende jaar in Boedapest, Berlijn, Frankfurt, Praag, Breslau, Leipzig en Koningsbergen. In 1888 waren Amsterdam, Kopenhagen, Stockholm, Londen en Liverpool aan de beurt. Ondertussen maakte de schilder studies voor een nieuwe Ruslandreeks. Onder meer in Jaroslavl, Rostov, Kostroma en Makarjev schilderde hij monumenten en studies voor de portretreeks Onbeduidende Russische mensen. Gedurende de jaren 1888-1891 hield hij solo-expo's in New York, Chicago, Philadelphia, Saint Louis en Boston. Bij zijn aankomst was de Rus ontvangen door president Grover Cleveland.
Na deze eerste Amerikareis scheidde Veresjtsjagin en verhuisde hij naar Moskou om te werken aan de groots opgezette serie Het jaar 1812 over de Russische veldtocht van Napoleon. Hij trouwde met de pianiste Lidija Vassiljevna Andrejevskaja en onderbrak zijn werk in de zomer van 1894 voor een tocht door Siberië met zijn gezin. Vanuit Vologda ging het met de kano op de Noordelijke Dvina naar het Solovetskiklooster. Na negen jaar werk, waarin de Russische en Europese exposities elkaar waren opgevolgd, stopte hij in 1900 met de Napoleonreeks. Terwijl hij in 1901 aanwezig was bij de Filipijns-Amerikaanse Oorlog, werd hij voorgedragen voor de Nobelprijs voor de Vrede. Na afloop ondernam hij een tweede Amerikareis, waarop hij een onderhoud had met president Theodore Roosevelt. In 1903 deed hij Cuba en Japan aan. Bij het uitbreken van de Russisch-Japanse Oorlog in 1904 werd Veresjtsjagin uitgenodigd door admiraal Stepan Makarov op zijn vlaggenschip de Petropavlovsk. Op 13 april liep het op een mijn voor de kust bij Port Arthur. Het schip explodeerde en zonk met zijn bemanning. Ook Veresjtsjagin vond de dood. Hij werd herdacht met een grote overzichtstentoonstelling van al zijn cycli.

## Publicaties
- Reiseskizzen aus Indien, Leipzig, vol. I, 1882 en vol. II, 1885
- Skizzen und Erinnerungen, 1885
- In der Heimat und im Kriege. Erinnerungen u. Skizzen eines russischen Edelmanns, 1853–81, 1886
- Du progrès dans les arts, in: Nouvelle Revue, mei 1886
  - On Progress in Art, 1889
- Geïllustreerde catalogus der tentoonstelling van schilderijen van Wasili Wereschagin, 1887
- Meine Kindheit. Erinnerungen, in: Deutsche Revue, 1888, nr. 2, p. 281–291 en nr. 3, p. 22–28
- Souvenirs. Enfance - voyages - guerre, 1888
- Painter, Soldier, Traveler. Autobiographical Sketches, vol. I en vol. II, 1887
- Realism, 1889
- Artikelen in het tijdschrift Die Waffen nieder, 1893
- Napoleon Ier en Russie, 1897

## Voetnoten
1. ↑  Walentin Belentschikow, Im Namen des Pazifismus. Wassili W. Wereschtschagin und Bertha von Suttner, 2019, p. 43

- Bibliothèque nationale de France: cb14960421k (data)
- Gemeinsame Normdatei: 119268353
- International Standard Name Identifier: 0000 0000 9289 9965
- Library of Congress Control Number: n83148933
- Nationale Bibliotheek van Letland: 000247355
- MusicBrainz: 6c8b8dff-a1e5-421f-bed8-87d413e6fb8c
- Nationale Bibliotheek van Tsjechië: jn20020523015
- Nationale bibliotheek van Australië: 35426901
- Nationale Bibliotheek van Israël: 987007507959405171
- Nationale Bibliotheek van Polen: a0000002005950
- Nederlandse Thesaurus van Auteursnamen: 071498745
- RKD-Nederlands Instituut voor Kunstgeschiedenis: 210140
- Russische Staatsbibliotheek: 000031670
- LIBRIS: 99560
- SNAC: w66q2c24
- Système universitaire de documentation: 066887984
- Trove: 948609
- Union List of Artist Names: 500002450
- Virtual International Authority File: 47032253
- WorldCat: E39PBJg4qKwbQckrYYxcPkTJXd